# Chichicastenango
Santo Tomás Chichicastenango («Santo Tomás» en honor del seu sant patró Tomàs i «Chichistenango» del nàhuatl que significa «muralla d'ortigues») és un municipi del departament del Quiché, a Guatemala. Es troba al sud d'aquest departament i és un gran centre turístic pel seu mercat local. Es troba a 18 km de la capital del departament i a 145 km de la ciutat de Guatemala. La major part de la població pertany al grup ètnic dels quitxés.
Durant l'època colonial fou una doctrina dels frares predicadors i després de la independència d'Amèrica Central formà part del departament de Sololá. El 1838 passà a formar part de l'efímer Estat dels Alts fins que aquest estat fou incorporat a l'Estat de Guatemala pel general conservador Rafael Carrera el 1840. Després de la reforma liberal de 1871, el 12 d'agost de 1872, el govern de facto del president provisori Miguel García Granados creà el departament del Quiché, al qual Chichicastenango ha pertangut des d'aleshores.
Se'l considera un municipi molt important del departament perquè és un lloc de rellevància cultural, històrica i turística, atès que fou aquí on es va trobar el Popol Vuh, el llibre religiós maia quitxé que narra l'origen de la humanitat d'acord amb aquesta cultura i que fou traduït al castellà per Fra Francisco Ximénez OP quan Chichicastenango era una doctrina dels dominics.

## Toponímia
Molts dels noms dels municipis i pobles de Guatemala tenen dues parts: el nom del sant catòlic que es venera el dia en què foren fundats i una descripció amb arrel nàhuatl; això es deu que les tropes que van envair la regió a la dècada de 1520 comandades per Pedro de Alvarado estaven compostes per soldats espanyols i per indígenes tlaxcalteques i txolulteques. Així doncs, els tlaxcalteques que acompanyaven Pedro de Alvarado van posar-li el nom de «Tzitzicasteango», que significa «muralla d'ortigues». Quan Pedro de Alvarado cremà Q'umarkaj el 1524, els cacics principals es refugiaren a Chugüilá, per la qual cosa és probable que actualment alguns habitants de Chichicastenango siguin descendents dels antics cacics quitxés.Plantilla:Cr

## Divisió política
El municipi està integrat per la capital municipal i per 90 cantons. A la capital hi ha el govern municipal, els serveis institucionals i comercials. Les àrees poblades tenen una distància mitjana de 2 km i una màxima de 57 km cap a la capital.

## Geografia física
Al territori hi ha les muntanyes de chuicatalaina, Mucubaltzib, Pocohil i Turkaj. Hi ha també 25 rius, entre ells el Sepelá (que neix al riu Motagua), el Lacamá i el Mucubaltzip. La fauna i flora estan caracteritzades per espècies com el zopilot negre, l'esparver, les mofetes, el tecolot, les orenetes, els troquilins, els esquirols i els pícids. Quant a la flora hi ha arbres fruiters com la poma, la pera, la magraneta, el préssec i arbres fusters com el pi, l'alzina, el xiprer, el cirerer i altres espècies. Les plantes més comunes són les pasqües, els cartuitxos i les hortènsies, a més de moltes plantes medicinals.

### Clima
Segons l'Institut Nacional de Sismologia, Vulcanologia, Meteorologia i Hidrologia de Guatemala, el clima de Chichicastenango és variable i hi predominen les estacions seca i de pluges, la temperatura oscil·la entre 21,8 i 9,7 °C en època de novembre, desembre i gener, la temperatura baixa fins als 4 °C en un clima fred. La precipitació pluvial anual és de 1386,4 mm, la major càrrega es presenta als mesos de maig, juny, juliol i agost. La humitat relativa mitjana anual és de 75 %.

## Cultura i religió
Chichicastenango forma part de les principals rutes turístiques del país, atès que aquí hi ha moltes tradicions diferents i mostres culturals pròpies, la fe religiosa dels indígenes quitxés i llurs cerimònies en llocs ancestrals, on es fan ofrenes i demandes a Déu i als sants catòlics. Els sacerdots maies efectuen llurs cerimònies basades en el calendari maia i guiats per la Santa Vara que consisteix en 200 grans de l'arbre de pito o tzité.
En un principi durant l'evangelització dels grups indígenes l'Església i l'Estat eren un sol poder. L'Església Catòlica era una institució important per a l'estructura social i a la vida individual. L'Església parroquial fou construïda per primer cop a mitjans del segle xvi i posteriorment renovada i ampliada pels sacerdots dominics. L'interior de l'església encara està dividit en diverses parts i cadascuna d'elles s'empra per fer ofrenes a determinats sants. També es practiquen cerimònies a llocs on hi ha alguns ídols de pedra, per exemple a la muntanya de Turkaj, on les llegendes diuen que hi ha el déu Pasqual Abaj.
La unió de l'Església i l'Estat que constituïa un principi fonamental del govern quitxé s'aconseguí a través de les confraries. En comparació amb les confraries espanyoles on l'agrupació era voluntària, les confraries indígenes s'instituïren com un "treball de servei", ser-ne membre està limitat, els oficis són per nomenament directe i hi ha una jerarquia de càrrecs. Les confraries indígenes eren més aviat un servei obligatori i de relació amb el poder polític. A Chichicastenango hi ha catorze confraries, cadascuna de les quals compta amb la imatge d'un sant que es guarda en un altar al domicili del majordom de més alta jerarquia, les persones responsables de la cura del sant i d'haver-lo de portar a l'església durant les festes.

### Festes
Les festes a Chichicastenango són semblants a les de la resta de Guatemala i d'Amèrica Central, es caracteritzen per balls, misses, processions, cerimònies a les confraries i grans mercats. No obstant això, hi ha ritus preliminars, les implicacions polítiques i socials constitueixen un fenomen en la població com ho foren des d'abans de la institucionalització de l'Església.
La festa principal del municipi se celebra cada 21 de desembre durant el solstici d'hivern, en honor de Sant Tomàs Apòstol, car fou en aquesta data que se celebrà la primera missa. Tanmateix, com que el calendari quitxé està basat en esdeveniments astronòmics relacionats amb el Sol, la festa probablement pogué haver pertangut en un principi a l'adoració d'alguna deïtat maia.